# Юнг и алхимия
Исследования алхимии занимают важное место в научном наследии швейцарского психиатра Карла Густава Юнга (1875—1961). Впервые он обратился к данной теме в 1928 году, написав комментарии к переводу китайской «Тайны Золотого Цветка» и эссе о Парацельсе. Материалы докладов на тему алхимии, с которыми Юнг неоднократно выступал в обществе «Эранос» в 1930-х годах, вошли в 1944 году в книгу «Психология и алхимия». Два крупных исследования он посвятил ученику Парацельса, Герхарду Дорну. Последней книгой Юнга на тему алхимии стала «Mysterium Coniunctionis» («Таинство воссоединения», 1955). Юнгианский подход к изучению алхимии развивали его ближайшие последователи и ученики Мария-Луиза фон Франц и Эдвард Эдингер.

## Символическая интерпретация алхимии
В XVIII веке начался процесс, подробности которого ещё не до конца изучены, отрицания ценности традиционной алхимии. С начала столетия наблюдалась тенденция к разделению «старой» алхимии и «новой» химии, что отразилось в закреплении этимологических различий между терминами «алхимия» и «химия» в первые десятилетия века. Ранее эти понятия использовались взаимозаменяемо для обозначения одних и тех же практик, но затем их смыслы жёстко разграничили. Понятие «алхимия» впервые повсеместно сузили до попыток изготовления золота через трансмутацию — ранее именовавшегося «хризопеей» или «трансмутационной алхимией». Многие авторы, включая Никола Лемери, Этьена Жоффруа и Бернара де Фонтенеля, фокусировались преимущественно на мошенничестве алхимиков, объявляя всю их деятельность мошенничеством. К середине века алхимия подвергалась всеобщему осуждению в научных кругах, за исключением отдельных сторонников в Германии. Деятели Просвещения активно использовали метафоры света и тьмы, описывая рождение химии из мрачных заблуждений средневековой алхимии. Их негативная оценка перешла к ранним историкам химии — Иоганну Гмелину и Томасу Томсону — и сохранилась доныне. Отделяя развивающуюся химию от осуждённой традиционной алхимии, просветители создали видимость радикального разрыва в её истории. Данный процесс соответствовал стремлениям химиков XVIII века легитимировать дисциплину, дистанцировавшись от дискредитировавшей себя алхимической традиции. Переопределение алхимии как «иного» относительно химии имело значительные последствия. Будучи устранена из научного дискурса, алхимическая символика сохранилась в духовных практиках. Немецкие и американские пиетисты использовали образы Якоба Бёме, а мистические концепции Генриха Кунрата и Роберта Фладда продолжали существовать в тайных обществах. Орден Золотого и Розового Креста активно применял алхимическую символику, риторически подчёркивая значение алхимической практики. Масоны-«филалеты» восприняли алхимию наряду с прочими «оккультными науками». Секретность, традиционно связываемая с алхимией, способствовала её сближению с иными формами «тайного знания», например, натуральной магией. Намеренная зашифрованность некоторых алхимических текстов, ставшая впоследствии восприниматься как бессмысленная, давала основание критикам представлять алхимию как обман и «лженауку», объединяя её с магией и гаданием.
К началу XIX века алхимию преимущественно ассоциировали с магией, колдовством и прочими «оккультными» практиками, осмеянными в эпоху Просвещения. Возрождение интереса к оккультизму в XIX веке привлекло внимание к алхимии, которая стала пониматься как аллегорический язык для описания духовных, моральных и мистических явлений. Данную линию, начатую Френсисом Барретом, продолжили в середине века Мэри Энн Этвуд в Англии и генерал Итан Хичкок в США, а затем их многочисленные продолжатели по всей Европе.
По мнению американских историков науки Уильяма Ньюмана и Лоренса Принсипа, преобладание эзотерической интерпретации алхимии в конце XIX — начале XX веков имело не только прямые, но и значительные косвенные последствия для её исторического понимания. Распространённость представлений о «внутренней алхимии», направленной на преображение души, повлияло на построения Карла Густава Юнга, разделявшего акцент на психических состояниях и духовном саморазвитии. Юнгианский взгляд, по сути, представляется переводом оккультизма XIX века в «научную» терминологию.

## Исследования Юнга и юнгианцев
На научное становление Карла Густава Юнга и формирование его теории аналитической психологии оказали труды значительного числа учёных XIX — начала XX века. Среди них был его земляк Якоб Бахофен, чьи идеалистические представления о древнем матриархате нашли отражение в поздних работах Юнга на тему алхимии. Согласно британскому специалисту по наследию Юнга Сону Шамдасани, Юнг познакомился с алхимией в 1912 году благодаря лекциям Теодора Флурнуа в Женевском университете. В 1914 году внимание Юнга привлекло сочинение Герберта Зильберера «Probleme der Mystik und ihrer Symbolik», в котором тот использовал теорию Зигмунда Фрейда для анализа алхимии XVII века. Хотя некоторые идеи Зильберера о значении алхимического символизма показались ему интересными, тема в целом Юнга не привлекла. В 1918—1926 годах Юнг заинтересовался гностическими учениями о падении души с небес на землю и плероме, отмечая также сходство языка гностических текстов со странными высказываниями своих пациентов. Занявшись в 1928 году по просьбе востоковеда Рихарда Вильгельма подготовкой филологических комментариев к переводу китайского алхимического трактата «Тайна Золотого Цветка» Юнг приступил к изучению внешней алхимии. Запись от 1928 года в «Красной книге» сопровождается рисунком хорошо укреплённого золотого замка. Тогда же он приобрёл все доступные в Мюнхене алхимические тексты, из которых алхимический компендиум XVI века «Artis Auriferae», и прежде всего входящий в него иллюстрированный трактат «Розарий философов», своим причудливым языком увлекли его на несколько десятилетий. В целом, в те годы круг интересов Юнга был весьма широк, и его библиотека пополнялась как за счёт 50-томного сборника «Священные книги Востока», так и антропологических исследований примитивных народов. В своей автобиографии Юнг отмечал, что изучение алхимии и гностицизма дало историческую перспективу его психологическим исследованиям. С 1933 года в исследованиях Юнга принимала участие Мария-Луиза фон Франц (1915—1988), в обмен на психоаналитические сеансы переводившая тексты с греческого и латыни. Также ему помогали жена Эмма, Ривка Шерф-Клюгер (Rivkah Schärf-Kluger) и Зигмунд Хурвиц. В 1935 году интерес Юнга к алхимии стал ещё сильнее — он начал искать ещё более редкие алхимические издания и собирать коллекцию извлечений из них, впоследствии вошедшие в различные книги. Формирование алхимической библиотеки было завершено к 1940 году, а сборник выписок перестал пополняться в 1953 году.
Первые результаты своих исследований Юнг представил в 1935 году на конференции общества «Эранос» в Асконе. Его доклад был озаглавлен «Символы сновидений процесса индивидуации» («Dream symbols of the individuation process»). Год спустя, там же, он выступил с докладом на тему «Идея искупления в алхимии» («The idea of redemption in alchemy»). Лекции 1935 и 1936 годов составили основу книги «Психология и алхимия» (1944). Символические системы астрологии и алхимии интересовали Юнга как синтез материи и психе (души). Он воспринимал их как проекции внутренних психологических процессов, фантазий относительно биологического и физического мира, символических репрезентаций коллективного сознания. По Юнгу, работа средневекового алхимика, воспринимаемая им самим как материальный процесс, являлась преимущественно отображением его психических процессов, а преобразование в герметичном сосуде одних субстанций в другие, сходно с процессом проникновения в сознание отдельных элементов психе, «помещающихся» в психический контейнер и подвергающихся «нагреву» для достижения символической трансформации. В своей работе 1942 года «Paracelsica: Zwei Vorlesungen über den Arzt und Philosophen Theophrastus», Юнг прямо называет швейцарского алхимика Парацельса XVI века предтечей психоанализа. В рамках истории мысли, Юнг помещает алхимию между своими собственными теориями и гностицизмом. Концепцию, связанную с отождествлением философского камня с Иисусом Христом, он прослеживает от описанных у Зосима Панополитанского гностических мистерий, через трактат итальянского алхимика XIV века Петра Бонуса к алхимикам первой половины XVII века. В ходе своих исследований Юнг также совершил ряд текстологических открытий, в частности, обнаружил рукопись «Aurora Consurgens». Среди её возможных авторов называют Фому Аквинского. В книге «Психология переноса» (1946) Юнг устанавливает связь между описанным в «Розарии философов» алхимическим процессом, и психологическими концепциями противоположностей, переноса и конъюнкции. Данный подход был развит в позднем исследовании «Mysterium coniunctionis» (1955—1956). В 1966 году посвящённое «Aurora Consurgens» продолжение «Mysterium coniunctionis» написала Мария-Луиза фон Франц.
По оценке Джеймса Хиллмана, примерно треть научного наследия Юнга в той или иной степени посвящена алхимии. В его 20-томном Собрании сочинений основные труды по алхимии включены в тома 12 («Психология и алхимия»), 13 («Алхимические исследования») и 14 («Таинство воссоединения»). Важные соображения на ту же тему содержатся в «Эоне» (1951, том 9/2) и сборнике эссе «Практика психотерапии» (том 16). Обзор собственных достижений сделан Юнгом в его интервью Мирче Элиаде 1952 года. Некоторые дополнительные сведения и размышления приведены в воспоминаниях Юнга и его письмах. Материалы 15 лекций и семинаров, проведённых Юнгом с ноября 1940 года по февраль 1941 года, не опубликованы и ограниченно доступны исследователям. Библиотека Юнга, включающая около 250 редких изданий на тему алхимии и по смежным вопросам, с 2007 года находится в распоряжении «Фонда по сохранению трудов К. Г. Юнга» (Foundation of the Works of C.G. Jung).

## Место исследований Юнга в историографии алхимии
В современной историографии алхимии существует два основных подхода: рассмотрение её в рамках истории химии как предшественника современной науки, либо с точки зрения связанных с ней духовных практик. Последний аспект исследовали с религиозной точки зрения Мирча Элиаде, Юнг как проекцию психологического на уровень материального, Антуан Февр как часть западного эзотеризма, Юлиус Эвола и Титус Буркхардт в рамках герметической традиции. В 1948 году исследование Юнга немецкий специалист по наследию Парацельса и один из ранних оппонентов позитивизма в истории науки Вальтер Пагель охарактеризовал как «энциклопедию и атлас алхимического символизма». Непосредственным продолжателем юнгианского направления была Мария-Луиза фон Франц, уделявшая внимание истории алхимии и её связи с христианством. Основным последователем Юнга в США был Эдвард Эдингер (1922—1988), рассматривавший алхимический подход прежде всего с точки зрения его применения для практической работы психотерапевта.
Основными оппонентами тенденции Юнга по преуменьшению значения естественнонаучного элемента в алхимии выступили У. Ньюман и Л. Принсип. По их мнению, взгляд на алхимию как на сущностно духовную деятельность, а также утверждение об особом характере или степени её религиозного содержания, отличающем её от других направлений современной ей натурфилософии (особенно от «химии»), представляет собой аисторичную концепцию. Данная концепция возникла после раннего Нового времени и окончательно сформировалась лишь в контексте оккультизма XIX века. Те же авторы отмечают чрезвычайно значительное влияние Юнга на современное восприятие алхимии. Его психологизирующий подход распространился в массовой культуре через труды таких авторов, как историк мифологии Джозеф Кэмпбелл, литературный критик Нортроп Фрай, философ Гастон Башляр и историк религии Мирча Элиаде. Ещё заметнее воздействие Юнга на саму историографию алхимии, где юнгианская интерпретация стала стандартным элементом популярных изданий и научных обзоров.

### Издания трудов
- Юнг К. Г. Mysterium Coniunctionis. Таинство воссоединения / Пер. А. А. Спектор. — Минск : ООО «Харвест», 2003. — 576 с. — ISBN 985-13-1207-Х.
- Юнг К. Г. Психология и алхимия. — АСТ, 2008. — 608 с. — (Philosophy). — ISBN 978-5-17-050405-3.

### Исследования
- Călian G.-F.[англ.]. Alkimia operativa and alkimia speculativa. Some modern controversies on the historiography of alchemy // Annual of Medieval Studies at CEU / K. Szende and J. A. Rasson (eds). — Central European University, 2010. — Vol. 16. — P. 166—190. — 331 p. — ISSN 1219-0616.
- Dobbs B. J. T.[англ.]. The Foundations of Newton's Alchemy. — Cambridge University Press, 1975. — 300 p. — ISBN 0-521-27381-1.
- Douglas C. The historical context of analytical psychology // The Cambridge Companion to Jung / P. Young-Eisendrath[англ.], T. Dawson (eds). — Cambridge University Press, 2008. — P. 19—38. — 331 p. — ISBN 978-0-521-68500-9.
- Fischer Т. The alchemical rare book collection of C.G. Jung // International Journal of Jungian Studies. — 2011. — Vol. 3, № 2. — P. 169—180. — doi:10.1080/19409052.2011.592726.
- Hart D. L. The classical Jungian school // The Cambridge Companion to Jung / P. Young-Eisendrath, T. Dawson (eds). — Cambridge University Press, 2008. — P. 95—106. — 331 p. — ISBN 978-0-521-68500-9.
- Principe L. M.[англ.], Newman W. R.[англ.]. Some Problems with the Historiography of Alchemy // Secrets of Nature: Astrology and Alchemy in Early Modern Europe. — The MIT Press, 2001. — P. 385—431. — 452 p. — (Transformations: Studies in the History of Science and Technology). — ISBN 9780262140751.
- Maillard C. Jung, Carl Gustav // Dictionary of Gnosis and Western Esotericism / ed. Wouter Hanegraaff, Antoine Faivre, Roelof van den Broek, Jean-Pierre Brach. — Leiden: BRILL, 2005. — P. 648—653. — ISBN 978-90-04-15231-1.
- Marlan S.[англ.]. C.G. Jung and the Alchemical Imagination. — Routledge, 2021. — 281 p. — ISBN 978-0-429-35651-3.
- Marlan S. Jung’s Alchemical Philosophy. Psyche and the Mercurial Play of Image and Idea. — Routledge, 2022. — 284 p. — ISBN 978-1-003-21590-5.
- Newman W. R. «Decknamen or pseudochemical language»? : Eirenaeus Philalethes and Carl Jung // Revue d'histoire des sciences. — 1996. — Vol. 49, № 2—3. — doi:10.3406/rhs.1996.1254.
- Pagel W.[англ.]. Jung's Views on Alchemy // Isis. — 1948. — Vol. 39, № 1/2. — P. 44—48. — JSTOR 226767.
- Rollins W. G. Jung and the Bible. — John Knox Press, 1983. — 153 p. — ISBN 0-8042-1117-5.
- Tilton H. The Quest for the Phoenix: Spiritual Alchemy and Rosicrucianism in the Work of Count Michael Maier (1569-1622). — Walter de Gruyter, 2003. — Bd. 88. — 322 p. — (Arbeiten zur Kirchengeschichte). — ISBN 3-11-017637-8.